# Tuéjar
Tuéjar (valencianisch: Toixa) ist eine Gemeinde (municipio) mit 1.233 Einwohnern (Stand: 2024) in der spanischen Provinz Valencia. Sie befindet sich in der Comarca Los Serranos.

## Geografie
Tuéjar liegt etwa 70 Kilometer westnordwestlich vom Stadtzentrum Valencias in einer Höhe von ca. 605 m am Río Turia, der hier zur Embalse de Benagéber aufgestaut wird.

## Demografie
| 1900 | 1910 | 1920 | 1930 | 1940 | 1950 | 1960 | 1970 | 1981 | 1991 | 2001 | 2011 | 2021 |
| ---- | ---- | ---- | ---- | ---- | ---- | ---- | ---- | ---- | ---- | ---- | ---- | ---- |
| 1881 | 2243 | 2198 | 1973 | 2398 | 2316 | 1897 | 1776 | 1531 | 1387 | 1243 | 1234 | 1164 |

## Sehenswürdigkeiten
- Aquädukt von Peña Cortada
- Burgruine
- Kirche Mariä Engeln (Iglesia de Nuestra Señora de los Ángeles)
- Kapelle der Unbefleckten Empfängnis (Ermita de la Virgen de Luján)
- Johanniskapelle
- Christopheruskapelle
- Rathaus

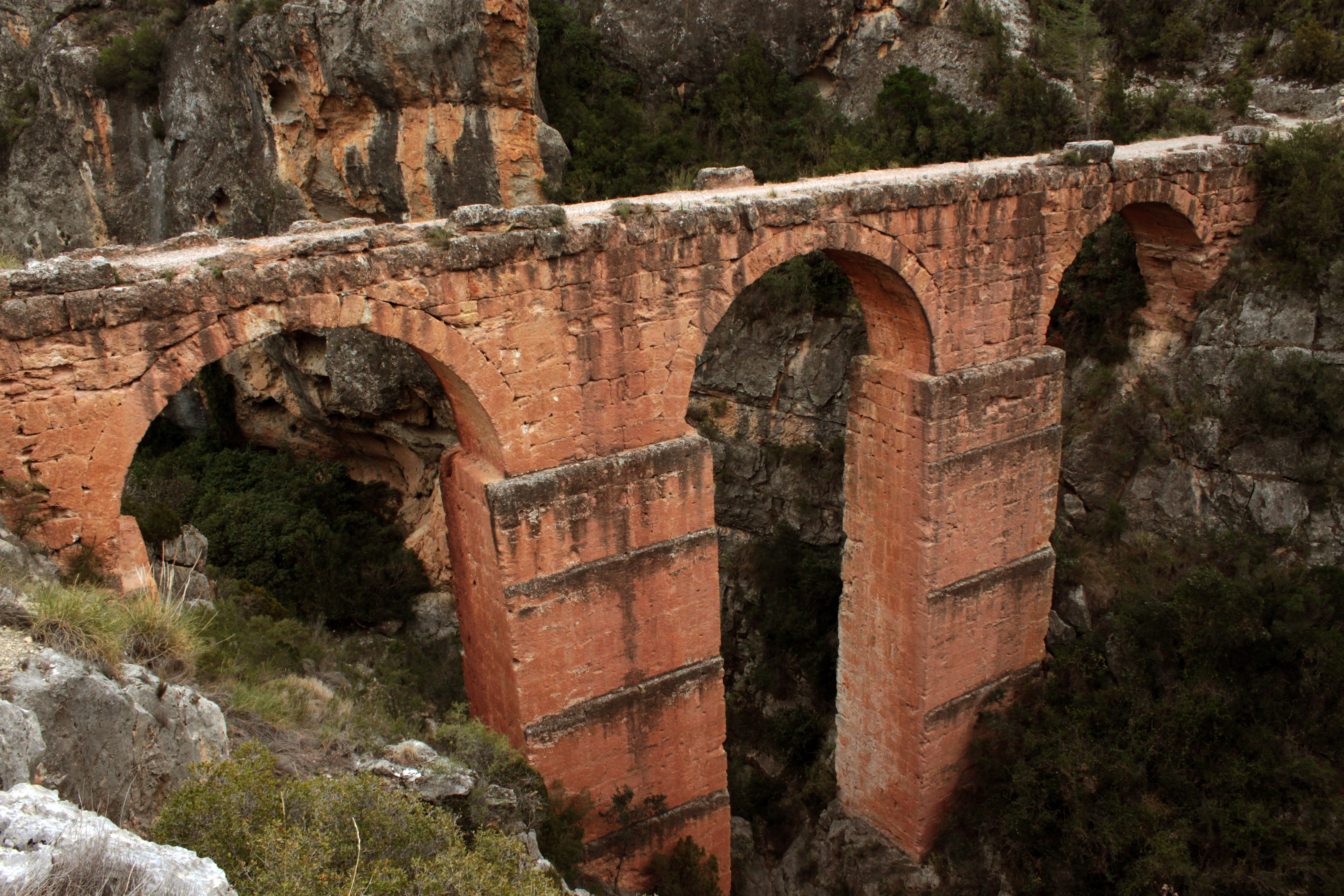
Aquädukt
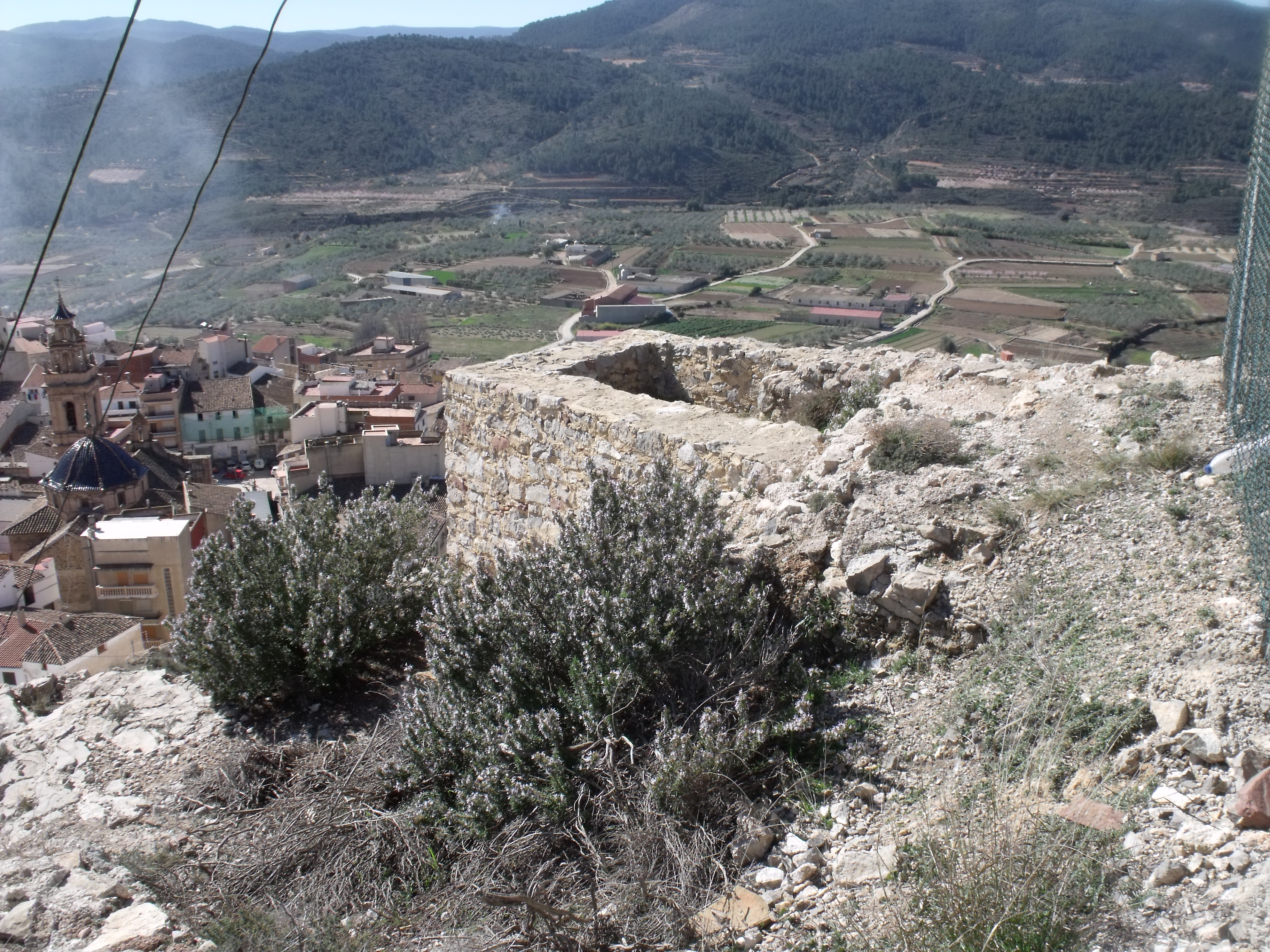
Burgruine
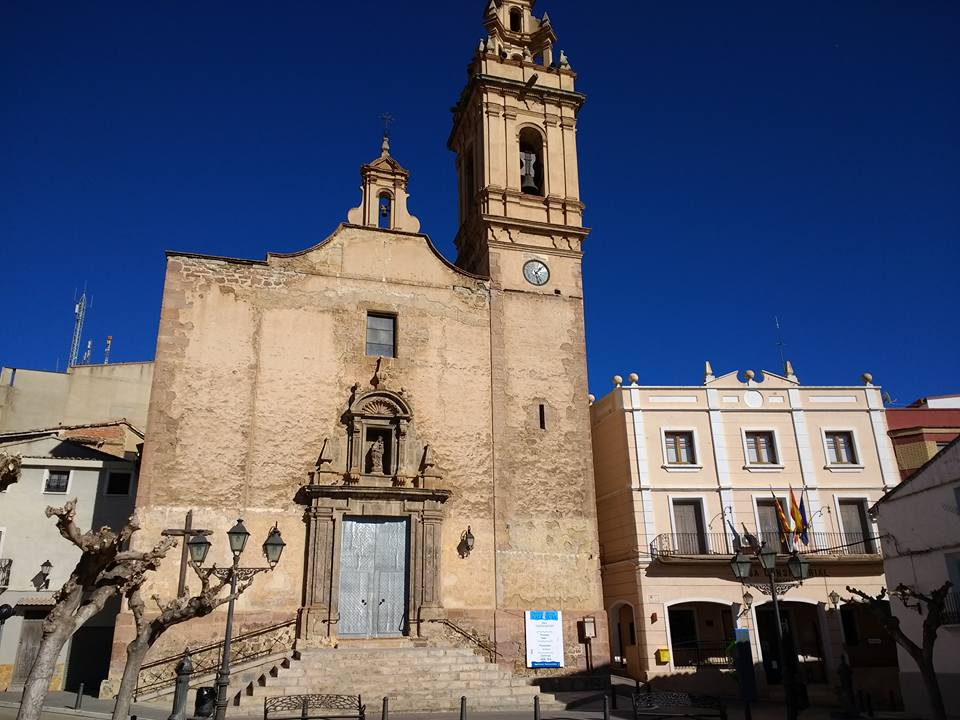
Kirche Mariä Engeln
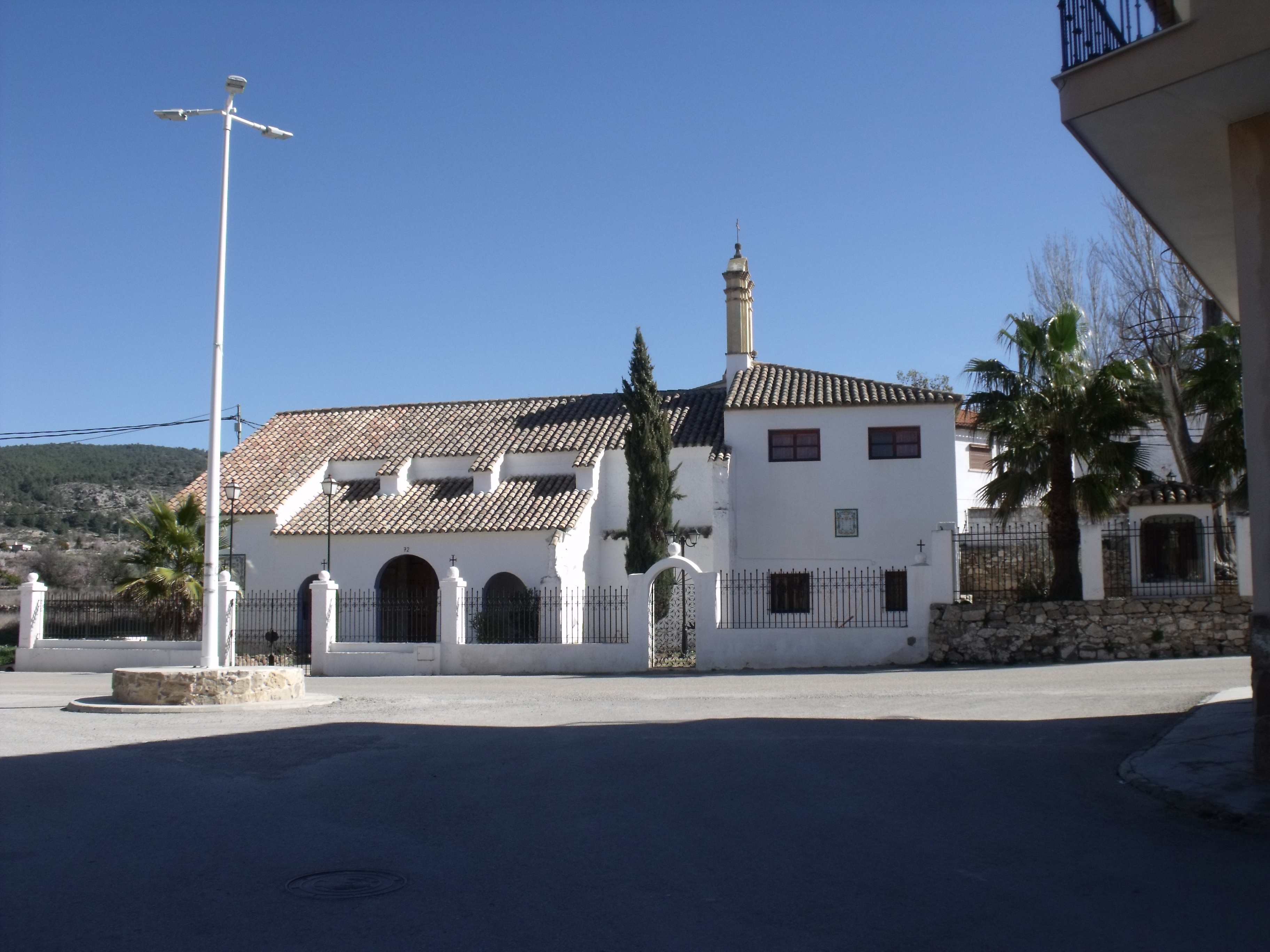
Kapelle der unbefleckten Empfängnis
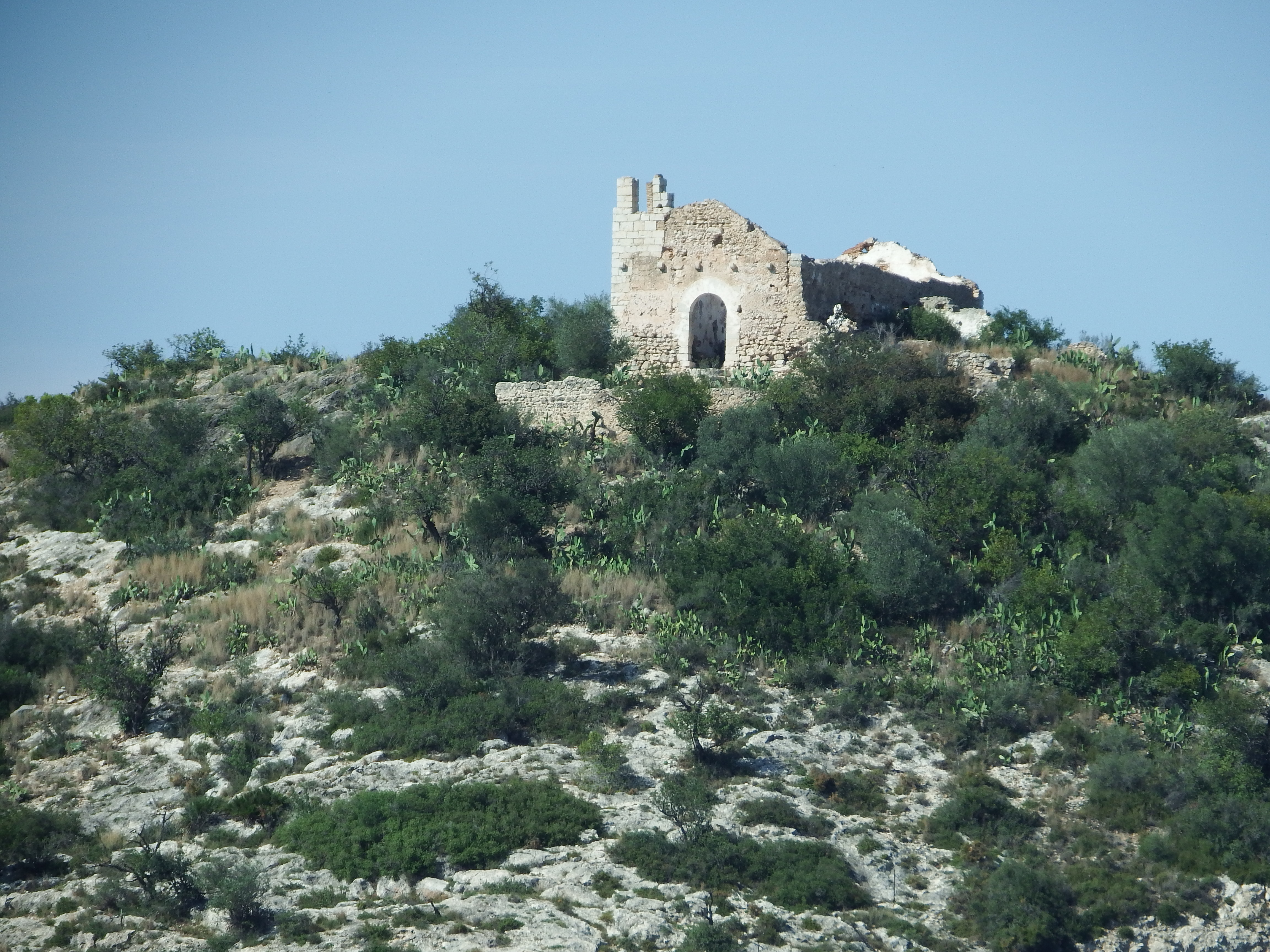
Michaeliskapelle
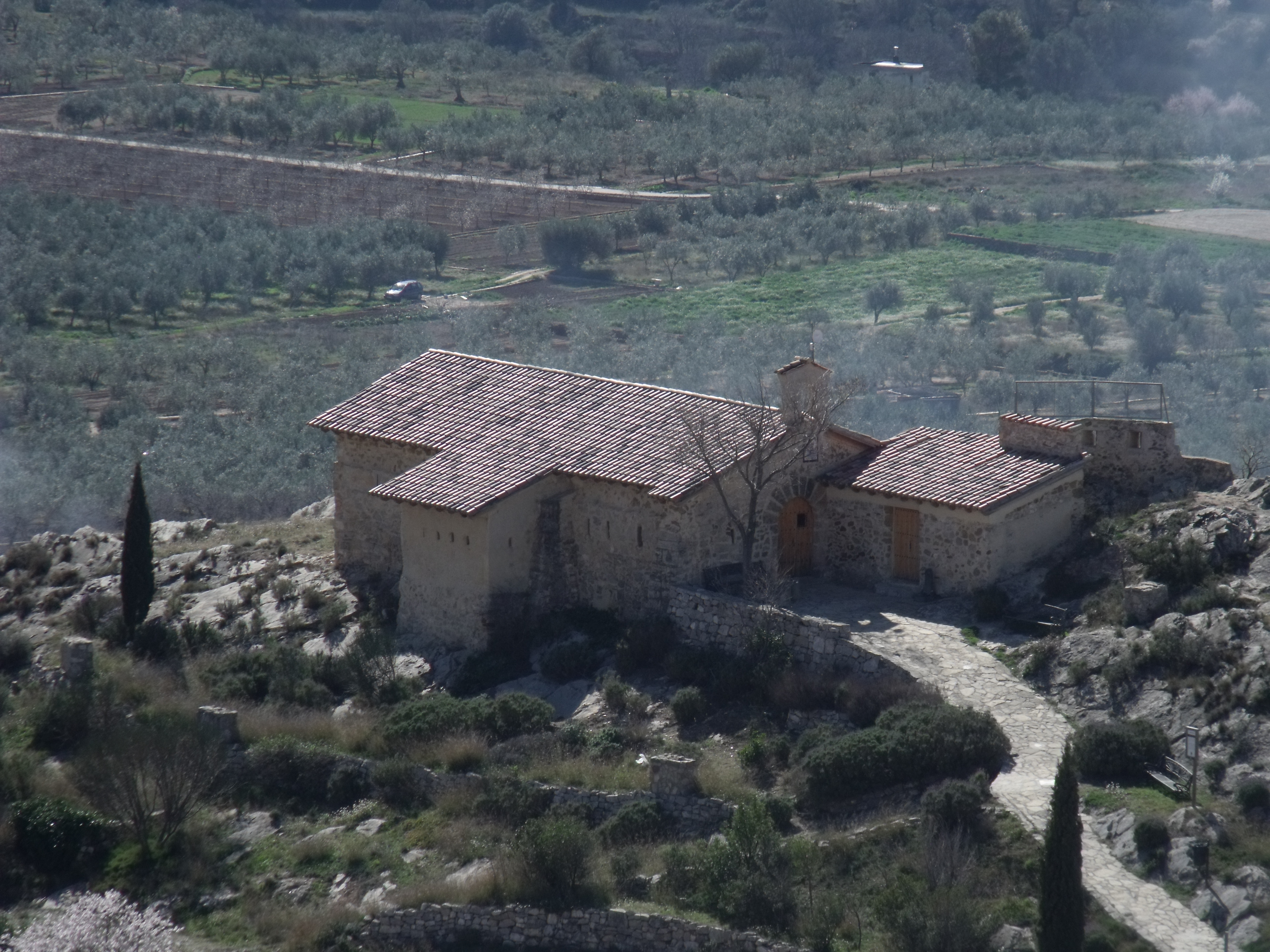
Christopheruskapelle
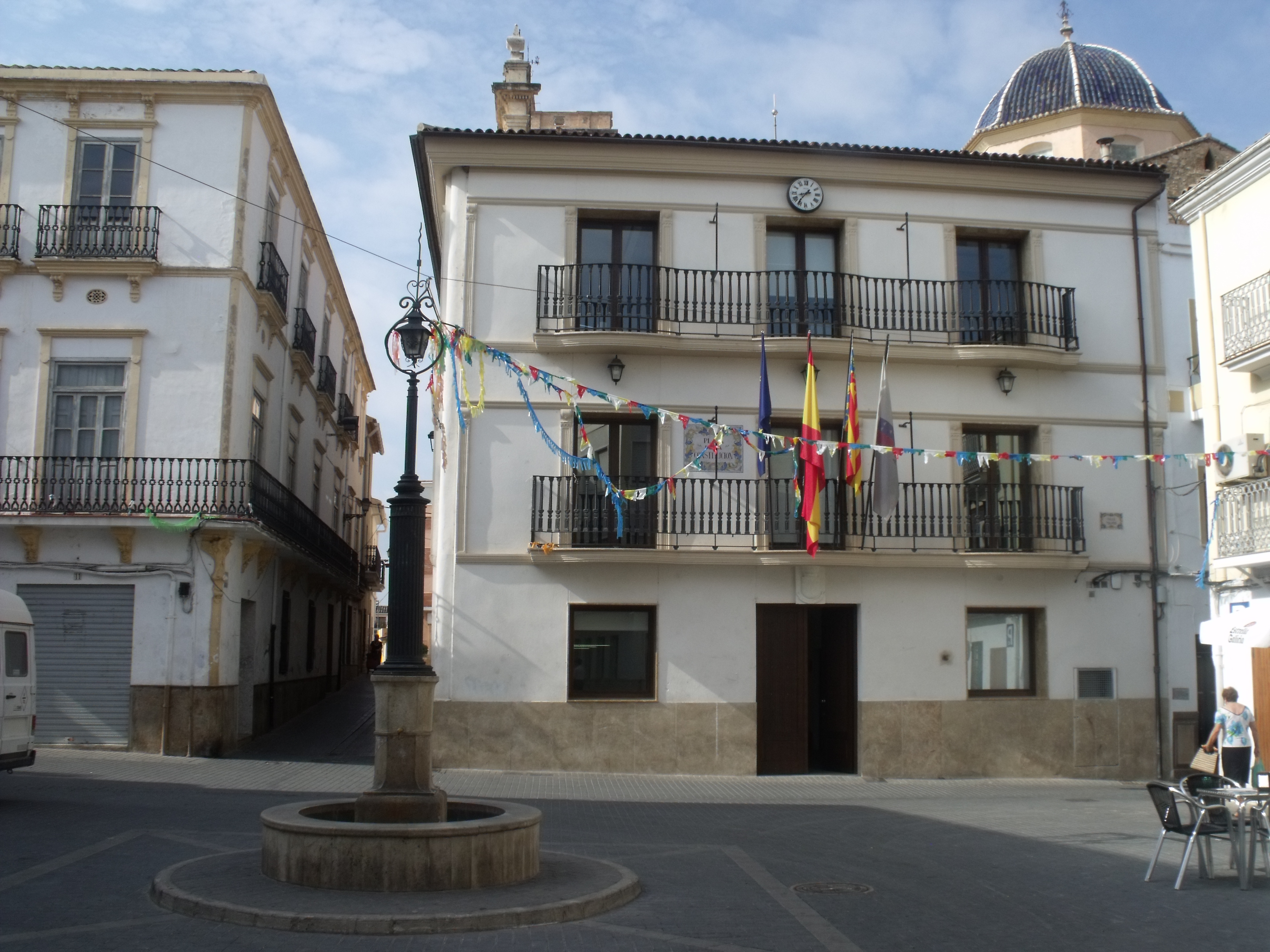
Rathaus